# Cystofilobasidiaceae
Cystofilobasidiaceae is de enige familie binnen de orde Cystofilobasidiales. De familie heeft volgens Index Fungorum de volgende geslachten:
Orde: Cystofilobasidiales
- Familie: Cystofilobasidiaceae
  - Geslacht: Cystofilobasidium